# Undefeatable
Undefeatable (Brasil: O Desafio Final ) é um filme de artes marciais produzido no Hong Kong em 1994, dirigido por Godfrey Hall e com atuação de Cynthia Rothrock.